# Mykoła Medin
Mykoła Ołeksandrowycz Medin, ukr. Микола Олександрович Медін, ros. Николай Александрович Медин, Nikołaj Aleksandrowicz Miedin (ur. 4 maja 1972 w Nikopolu w obwodzie dniepropetrowskim) – ukraiński piłkarz, grający na pozycji bramkarza, trener piłkarski.

## Kariera piłkarska

### Kariera klubowa
Rozpoczął grać w piłkę nożną jeszcze ucząc się w szkole. Wychowanek DJuSSz Kołos Nikopol. Pierwsze trenerzy - N.A.Borowikow i W.A.Zełenski. W wieku 16 został zaproszony przez trenera Jewhena Kuczerewskiego do Dnipra Dniepropetrowsk. Najpierw występował w drużynie rezerw, w 1991 został mistrzem ZSRR spośród drużyn rezerwowych. W czasie kiedy trenował Mykoła Pawłow został pierwszym bramkarzem Dnipra. W końcu 1994 jeden miesiąc bronił barw rodzimego klubu Metałurh Nikopol. Potem bazując na piłkarzy tego klubu zorganizowana była reprezentacja Sił Zbrojnych Ukrainy, która występowała w eliminacjach mistrzostw Europy. W jej składzie odbył służbę wojskową po zakończeniu studiów wyższych. W 1995 doznał kontuzji i półtora roku stracił na rehabilitację. Stracił miejsce pierwszego bramkarza, dlatego w 1997 zgodził się na propozycję trenera Pawła Jakowenki przejść do Urałanu Elista. Po roku występów powrócił do Dnipra, gdzie został pierwszym bramkarzem klubu. W 2004 ponownie doznał kontuzji. W lutym 2006 podpisał roczny kontrakt z Tawriją Symferopol, jednak rozegrał tylko 1 mecz w Pucharze Ukrainy. Po zakończeniu kontraktu powrócił do Dnipra, gdzie Wołodymyr Horiły zaproponował mu pomagać mu trenować drużynę rezerw. W styczniu 2007 postanowił zakończyć karierę piłkarską. W czerwcu 2007 rozegrał swój pożegnalny mecz pomiędzy drużyną Medina i Przyszłością Dnipra (rezerwiści).

### Kariera reprezentacyjna
W końcu lat 80. XX wieku występował w juniorskiej reprezentacji Związku Radzieckiego na Memoriale Walentina Granatkina.
Jesienią 2001 dość niespodziewanie trafił do listy powołanych do narodowej reprezentacji Ukrainy na mecz z Polską. W październiku 2002 powołany przez Łeonida Buriaka na eliminację do Mistrzostw Europy 2004. Również był powoływany do reprezentacji przez Ołeha Błochina.

## Kariera trenerska
Przez kilka lat po zakończeniu kariery zawodniczej został bramkarzy w drużynie rezerwowej Dnipra.

## Sukcesy i odznaczenia

### Sukcesy klubowe
- mistrz ZSRR spośród drużyn rezerwowych: 1991
- wicemistrz Ukrainy: 1993
- brązowy medalista Mistrzostw Ukrainy: 1992, 1995, 1996, 2001, 2004
- finalista Pucharu Ukrainy: 1995, 1997, 2004
- brązowy medalista Pierwszej Lihi Ukrainy: 1995
- mistrz Pierwszej Ligi Rosji: 1997

### Sukcesy indywidualne
- pierwszy z bramkarzy Dnipra, który w meczach krajowych i międzynarodowych minimum sto meczów nie stracił bramki[1].
- wybrany do listy 33 najlepszych piłkarzy Ukrainy: nr 2 (2003), nr 3 (2002)
- członek Klubu Jewhena Rudakowa: 115 meczów na "0"

### Odznaczenia
- tytuł Mistrza Sportu Ukrainy: 1993
- tytuł Mistrza Sportu Rosji: 1997